# 尼夫·阿迪力
尼夫·阿迪力，以色列音频工程师。他因地心引力赢得了英国电影和电视艺术学院最佳音效奖和奥斯卡最佳音响效果奖。

## 部分影视作品
- 地心引力[5]